# Acosta (khu tự quản)
Acosta là một khu tự quản thuộc bang Falcón, Venezuela. Thủ phủ của khu tự quản Acosta đóng tại San Juan de los Cayos. Khự tự quản Acosta có diện tích 757 km2, dân số theo điều tra dân số ngày 21 tháng 10 năm 2001 là 17078 người.